# Nagycsány
Nagycsány é um município da Hungria, situado no condado de Baranya. Tem 5,65 km² de área e sua população em 2019 foi estimada em 127 habitantes.